# Thèze (Alpes-de-Haute-Provence)
Pour les articles homonymes, voir Thèze.
Thèze est une commune française située dans le département des Alpes-de-Haute-Provence, en région Provence-Alpes-Côte d'Azur.
Ses habitants sont appelés les Thézois,.

## Géographie

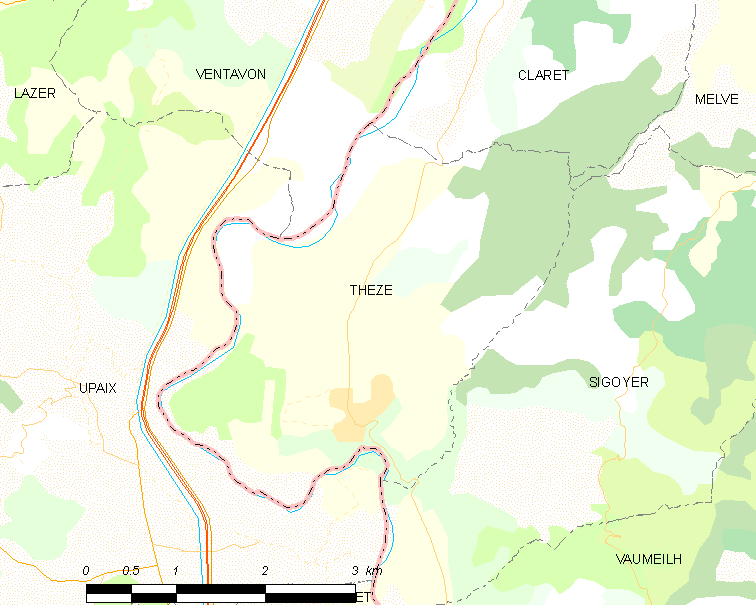
Thèze et les communes voisines (Cliquez sur la carte pour accéder à une grande carte avec la légende).

Le village est construit sur un site perché à environ 570 m d’altitude,, sur le rebord d’une terrasse dominant la vallée de la Durance. Dans cette vallée, l’altitude est de 500 à 530 m. En sortant de la vallée, le terroir s’étage de 570 m sur la terrasse cultivable, à 749 m sur la crête de la Pare, point culminant de la commune.
Les communes limitrophes de Thèze sont Claret, Melve, Sigoyer, Upaix et Ventavon (ces deux dernières communes dans le département voisin des Hautes-Alpes).
Le vieux village a conservé dans le plan de ses rues la trace circulaire de l’enceinte du castrum.

### Géologie
Le territoire se situe dans les Préalpes de Digne, entre trois formations géologiques majeures des Alpes :
- la nappe de Digne à l'est[6], au niveau du lobe de Valavoire[7] : il s'agit d'une nappe de charriage, c'est-à-dire d'une dalle épaisse de près de 5 000 m qui s'est déplacée vers le sud-ouest durant l'Oligocène et la fin de la formation des Alpes. Les lobes (ou écaille) correspondent à la bordure découpée à l'ouest de la nappe ;
- les Baronnies à l'ouest ;
- le Bochaine au nord-ouest.

Lors des deux dernières grandes glaciations, la glaciation de Riss et la glaciation de Würm, la commune est entièrement recouverte par le glacier de la Durance.

### Relief
La Durance coule dans une vallée profondément encaissée. La plaine qui la borde est le plus souvent très étroite. L’essentiel du terroir de la commune est formé par une terrasse d’altitude 570 m. Dans l’angle nord-est du territoire thézois, se trouvent quelques collines : Chabrières (662 m), le Collet de Bat (638 m), les Chapelles (694 m) et la Crête de la Pare (749 m).

### Hydrographie
La commune est bordée à l’ouest par la Durance.
Elle est drainée par des torrents :
- le riou de la Sausse et son affluent le ravin de la Blache du Drogou au nord, de direction est-ouest et qui forment la frontière avec la commune de Claret avant de se jeter dans la Durance ;
- la Rase de l’Étang, qui coule globalement du nord vers le sud, et se jette dans la Durance ;
- le ravin de Béléric, de direction nord-sud, qui coule au pied du village avant de rejoindre la Durance ;
- et le Mouson dont le cours forme la limite est de Thèze, partagée avec la commune de Sigoyer.

### Environnement
La commune compte 282 ha de bois et forêts, soit 25 % de sa superficie.

### Climat
Pour des articles plus généraux, voir Climat de Provence-Alpes-Côte d'Azur et Climat des Alpes-de-Haute-Provence.
En 2010, le climat de la commune est de type climat méditerranéen altéré, selon une étude du Centre national de la recherche scientifique s'appuyant sur une série de données couvrant la période 1971-2000. En 2020, Météo-France publie une typologie des climats de la France métropolitaine dans laquelle la commune est exposée à un climat de montagne ou de marges de montagne et est dans la région climatique Alpes du sud, caractérisée par une pluviométrie annuelle de 850 à 1 000 mm, minimale en été.
Pour la période 1971-2000, la température annuelle moyenne est de 11,2 °C, avec une amplitude thermique annuelle de 18,2 °C. Le cumul annuel moyen de précipitations est de 872 mm, avec 6,9 jours de précipitations en janvier et 4,6 jours en juillet. Pour la période 1991-2020, la température moyenne annuelle observée sur la station météorologique de Météo-France la plus proche, « Laragne Montéglin », sur la commune de Laragne-Montéglin à 8 km à vol d'oiseau, est de 12,0 °C et le cumul annuel moyen de précipitations est de 813,8 mm. 
La température maximale relevée sur cette station est de 41,1 °C, atteinte le 28 juin 2019 ; la température minimale est de −17,4 °C, atteinte le 18 décembre 2010,,.
Les paramètres climatiques de la commune ont été estimés pour le milieu du siècle (2041-2070) selon différents scénarios d'émission de gaz à effet de serre à partir des nouvelles projections climatiques de référence DRIAS-2020. Ils sont consultables sur un site dédié publié par Météo-France en novembre 2022.

### Transports
La commune de Thèze est desservie par la route départementale 4 qui traverse la commune du nord au sud, et passe par le village.

### Risques naturels et technologiques
Aucune des 200 communes du département n'est en zone de risque sismique nul. Le canton de La Motte-du-Caire auquel appartient Thèze est en zone 1a (sismicité très faible mais non négligeable) selon la classification déterministe de 1991, basée sur les séismes historiques, et en zone 3 (risque modéré) selon la classification probabiliste EC8 de 2011. La commune de Thèze est également exposée à trois autres risques naturels :
- feu de forêt ;
- inondation (dans la vallée de la Durance, encaissée dans sa traversée de la commune) ;
- mouvement de terrain.

La commune de Thèze est de plus exposée à un risque d’origine technologique, celui de rupture de barrage,. En cas de rupture du barrage de Serre-Ponçon, toute la vallée de la Durance serait menacée par l’onde de submersion. À Thèze, qui fait partie de la zone d’inondation spécifique (supérieure à la crue maximale de la Durance), l’onde arriverait en environ une heure et quarante minutes, après un parcours de 39 km, et avec une vitesse résiduelle de 10 km/h. La montée des eaux continuerait pendant encore cinquante minutes, jusqu’à atteindre un niveau situé 30 à 40 mètres au-dessus de la normale (altitude de 553 m à l’entrée dans la commune, 527 m à la sortie), ce qui laisse le village hors d’eau. Seules les basses terres, la Grande Bastide, la bergerie du Consas, seraient inondées.
Aucun plan de prévention des risques naturels prévisibles (PPR) n’existe pour la commune et le Dicrim n’existe pas non plus.
La commune a été l’objet de deux arrêtés de catastrophe naturelle : en 1994 pour des glissements de terrain, et en 2008 pour des inondations et des coulées de boue.

## Urbanisme

### Typologie
Au 1er janvier 2024, Thèze est catégorisée commune rurale à habitat dispersé, selon la nouvelle grille communale de densité à 7 niveaux définie par l'Insee en 2022.
Elle est située hors unité urbaine. Par ailleurs la commune fait partie de l'aire d'attraction de Sisteron, dont elle est une commune de la couronne,. Cette aire, qui regroupe 21 communes, est catégorisée dans les aires de moins de 50 000 habitants,.

### Occupation des sols
L'occupation des sols de la commune, telle qu'elle ressort de la base de données européenne d’occupation biophysique des sols Corine Land Cover (CLC), est marquée par l'importance des territoires agricoles (67,4 % en 2018), en diminution par rapport à 1990 (74,1 %). La répartition détaillée en 2018 est la suivante :
terres arables (46,8 %), forêts (21,5 %), zones agricoles hétérogènes (12,8 %), prairies (7,6 %), milieux à végétation arbustive et/ou herbacée (5,3 %), espaces ouverts, sans ou avec peu de végétation (3,2 %), zones urbanisées (2,6 %), cultures permanentes (0,2 %).
L'évolution de l’occupation des sols de la commune et de ses infrastructures peut être observée sur les différentes représentations cartographiques du territoire : la carte de Cassini (XVIIIe siècle), la carte d'état-major (1820-1866) et les cartes ou photos aériennes de l'IGN pour la période actuelle (1950 à aujourd'hui).

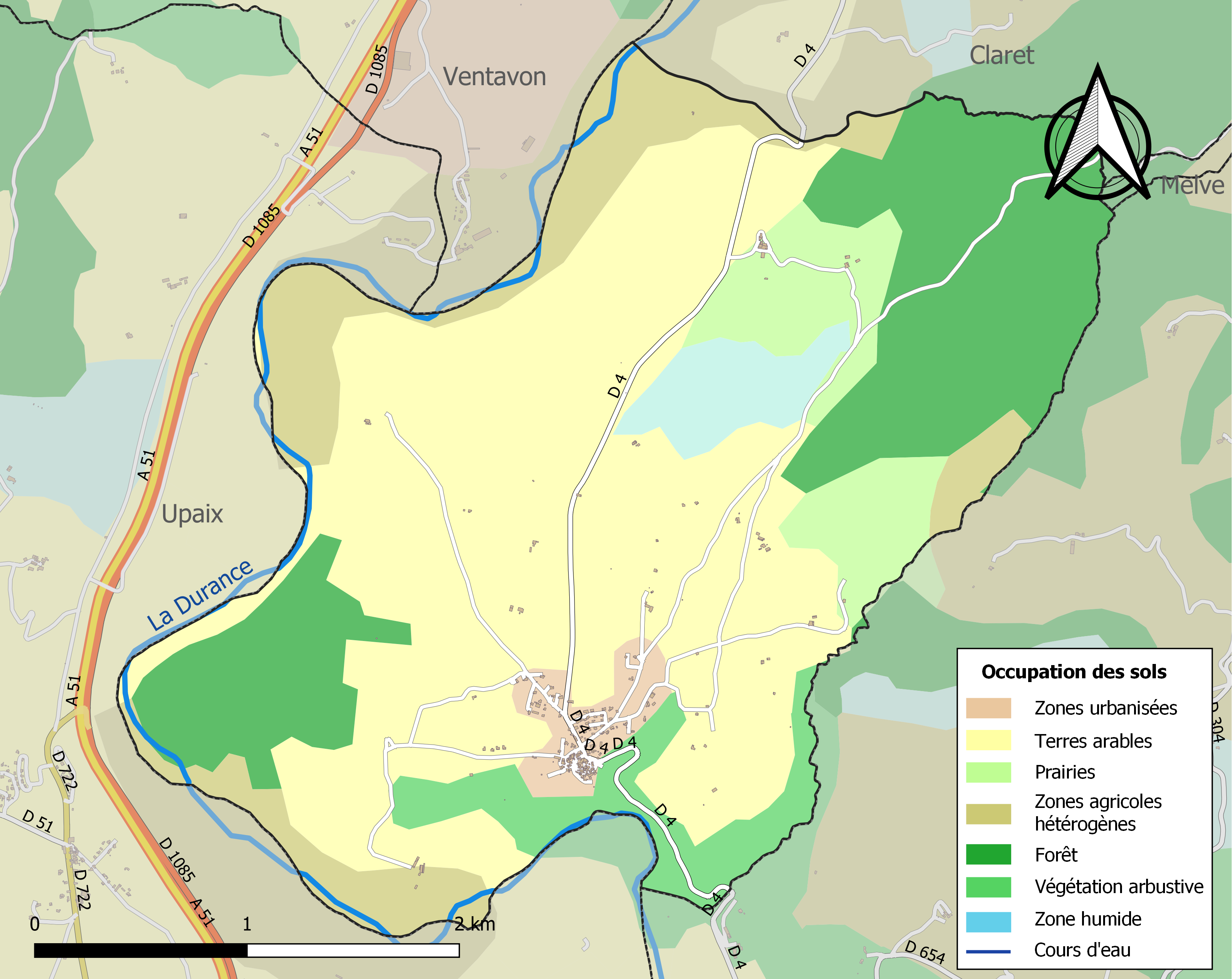
Carte de l'occupation des sols de la commune en 2018 (CLC).

## Toponymie
Selon Ernest Nègre, le nom du village, tel qu’il apparaît la première fois vers 1200 (Teza), est tiré de l’occitan teso, désignant une charmille.
Selon Rostaing, le nom du village tel qu’il est cité en 998, Teiza, vient peut être de Tensa, qui désigne une terre défendue.

## Histoire

### Préhistoire et Antiquité
Une découverte exceptionnelle (exceptionnelle car les Monges ont livré peu de vestiges préhistoriques intéressants) a été faite à Thèze : il s’agit d’un nucleus de silex, datant du Chasséen. Il permet de restituer une présence humaine au néolithique. D’autres découvertes de silex taillés indiquent que la terrasse était fréquentée au Néolithique par les premiers agriculteurs, dont les défrichements avec des outils de pierre puis de bronze commencent, dès le milieu du IVe millénaire av. J.-C. à avoir des impacts sur l’environnement. Le maximum de défrichement est cependant atteint à l’Âge du Fer (il y a 2 800 ans).
Dans l’Antiquité, le territoire de Thèze fait partie de celui des Sogiontiques (Sogiontii), dont le territoire s’étend du sud des Baronnies à la Durance, et recouvre une partie du massif des Monges. Les Sogiontiques sont fédérés aux Voconces, et après la conquête romaine, ils sont rattachés avec eux à la province romaine de Narbonnaise. Au IIe siècle, ils sont détachés des Voconces et forment une civitas distincte, avec pour capitale Segustero (Sisteron). Des céramiques des IIe et IIIe siècles ont été retrouvées dans l’est de la commune, ce qui atteste une occupation du territoire à cette époque.

### Moyen Âge
La localité apparaît pour la première fois dans les chartes au XIIIe siècle. Les familles qui possèdent le fief sont successivement les Laveno (XIIIe et XIVe siècles), les d’Agoult du XIVe siècle au XVIe siècle, les de Serre au XVIIe siècle et enfin les d’Inguimbert au XVIIIe siècle. Thèze relevait de la baillie de Sisteron et de l’évêché de Gap.
L’abbaye de Cluny possède le prieuré Notre-Dame de Bellevue, avant la fin du Xe siècle et jusqu’à la fin de l’Ancien Régime. Elle nommait un prieur desservant la paroisse et percevait les revenus attachés à la paroisse et au prieuré. Le prieuré possédait des terres, et le droit d’établir un bac à traille sur la Durance.
Au début du XIIIe siècle, le fief de Thèze est inclus dans le douaire concédé par Raimond Bérenger IV à son épouse Béatrice de Savoie.
Le prieuré Notre-Dame de Bellevue est abandonné au XIIIe siècle puis réoccupé et restauré vers 1280. À nouveau abandonné au XIVe siècle, le prieuré est confié aux seigneurs de Thèze et finit par échoir aux chanoines de Chardavon. Au XIVe siècle, on signale que les Hospitaliers de Saint-Jean possédaient quelques terres dans la commune.
En 1391, Tristan de Beaufort, bâtard de Guillaume II de Rogier de Beaufort, après avoir échoué dans ses assauts sur les châteaux de Bevons et de Saint-Vincent, s’empare du castrum de Thèze, puis de celui de Claret. Ses routiers pillent les deux castrums, avant qu’en juillet la réaction de Sisteron à ses exactions se fasse sentir et qu’il soit réduit à négocier son départ pour quelques milliers de florins.
À la fin du Moyen Âge, un bac permettait de traverser la Durance (attesté en 1455).

### Temps modernes
Durant les guerres de religion, le bourg est tenu par les Huguenots de 1568 à 1572. La communauté se relève rapidement après la fin de ces guerres : dès 1599, l’église est en cours de reconstruction.
L’ancien cimetière du hameau de Jean-Clare est regroupé avec celui du chef-lieu à la fin du XVIIe siècle.

### Révolution française
Sous la Révolution française, le prieuré Notre-Dame de Bellevue est déclaré bien national et vendu comme tel.

### Époque contemporaine

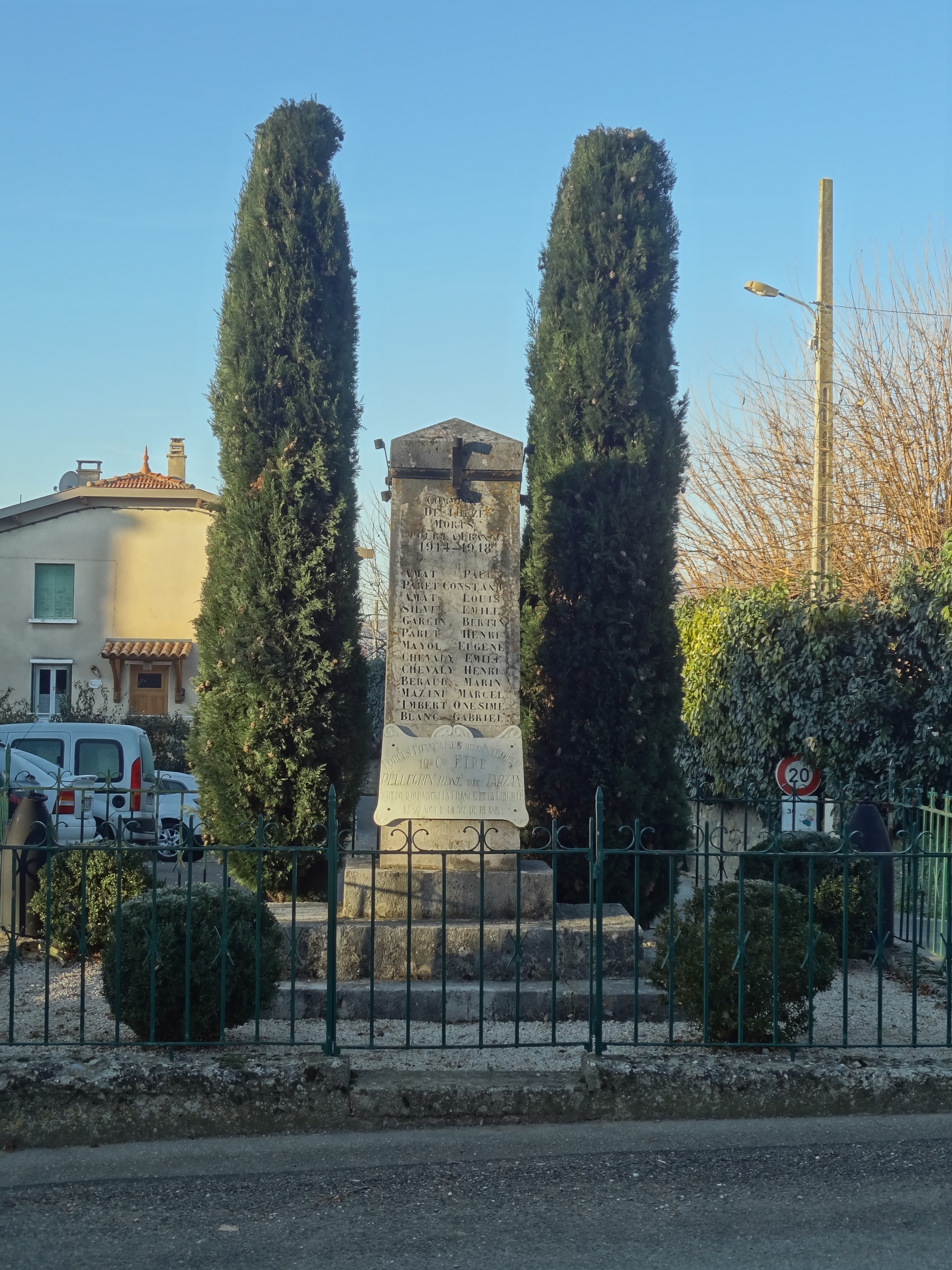
Monuments aux morts des deux guerres mondiales.

Le coup d'État du 2 décembre 1851 commis par Louis-Napoléon Bonaparte contre la Deuxième République provoque un soulèvement armé dans les Basses-Alpes, en défense de la Constitution. Après l’échec de l’insurrection, une sévère répression poursuit ceux qui se sont levés pour défendre la République : 5 habitants de Thèze sont traduits devant la commission mixte.
Comme de nombreuses communes du département, Thèze se dote d’une école bien avant les lois Jules Ferry : en 1863, elle compte déjà une école dispensant une instruction primaire aux garçons. Aucune instruction n’est donnée aux filles : la loi Falloux (1851) n’impose l’ouverture d’une école de filles qu’aux communes de plus de 800 habitants. La première loi Duruy (1867), qui abaisse ce seuil à 500 habitants, ne concerne pas non plus Thèze : la commune ouvre cependant une école de filles. La deuxième loi Duruy (1877) lui permet, grâce aux subventions de l’État, de rénover l’école.
Jusqu’au milieu du XXe siècle, la vigne était cultivée dans la commune, uniquement pour l’autoconsommation. Cette culture a depuis été pratiquement abandonnée, et en 2005, les surfaces plantées en vigne étaient relictuelles.

## Politique et administration

### Découpage territorial
Thèze est une des 34 communes du canton de Seyne, division électorale créée en 2014 et entrée en vigueur à la suite des élections départementales de 2015.
La commune fait partie de l’arrondissement de Sisteron du 17 février 1800 au 10 septembre 1926, date de son rattachement à l'arrondissement de Forcalquier, et de la deuxième circonscription des Alpes-de-Haute-Provence. Thèze fait partie du canton de La Motte-du-Caire de 1801 à 2015, après avoir fait partie du canton de Claret de 1793 à 1801.
Thèze était, en 2011, l'une des treize communes du département (sur 200) à n'être rattachée à aucune intercommunalité. La loi no 2010-1563 du 16 décembre 2010 portant réforme des collectivités territoriales visait à « achever la carte intercommunale, notamment par le rattachement des dernières communes isolées à des établissements publics de coopération intercommunale à fiscalité propre ». Le schéma départemental de coopération intercommunale de 2011 prévoyait l'intégration de la commune dans le pôle de La Motte-Turriers.
Thèze a intégré la communauté de communes de La Motte-du-Caire - Turriers en 2014. Celle-ci a fusionné avec trois autres intercommunalités autour de Sisteron. Depuis le 1er janvier 2017, elle fait partie de la communauté de communes du Sisteronais Buëch.

### Administration municipale
De par sa taille, la commune dispose d'un conseil municipal de onze membres (article L2121-2 du Code général des collectivités territoriales).
Lors du scrutin de 2008, il y eut deux tours (dix élus au premier tour et un au second) et Jean-Claude Pascuito a été réélu conseiller municipal au premier tour avec le meilleur total de 120 voix, soit 76,92 % des suffrages exprimés. La participation a été de 86,19 %. Il a ensuite été élu maire par le conseil municipal.
Lors des élections municipales de 2014, Gérard Dubuisson est élu maire.

### Liste des maires

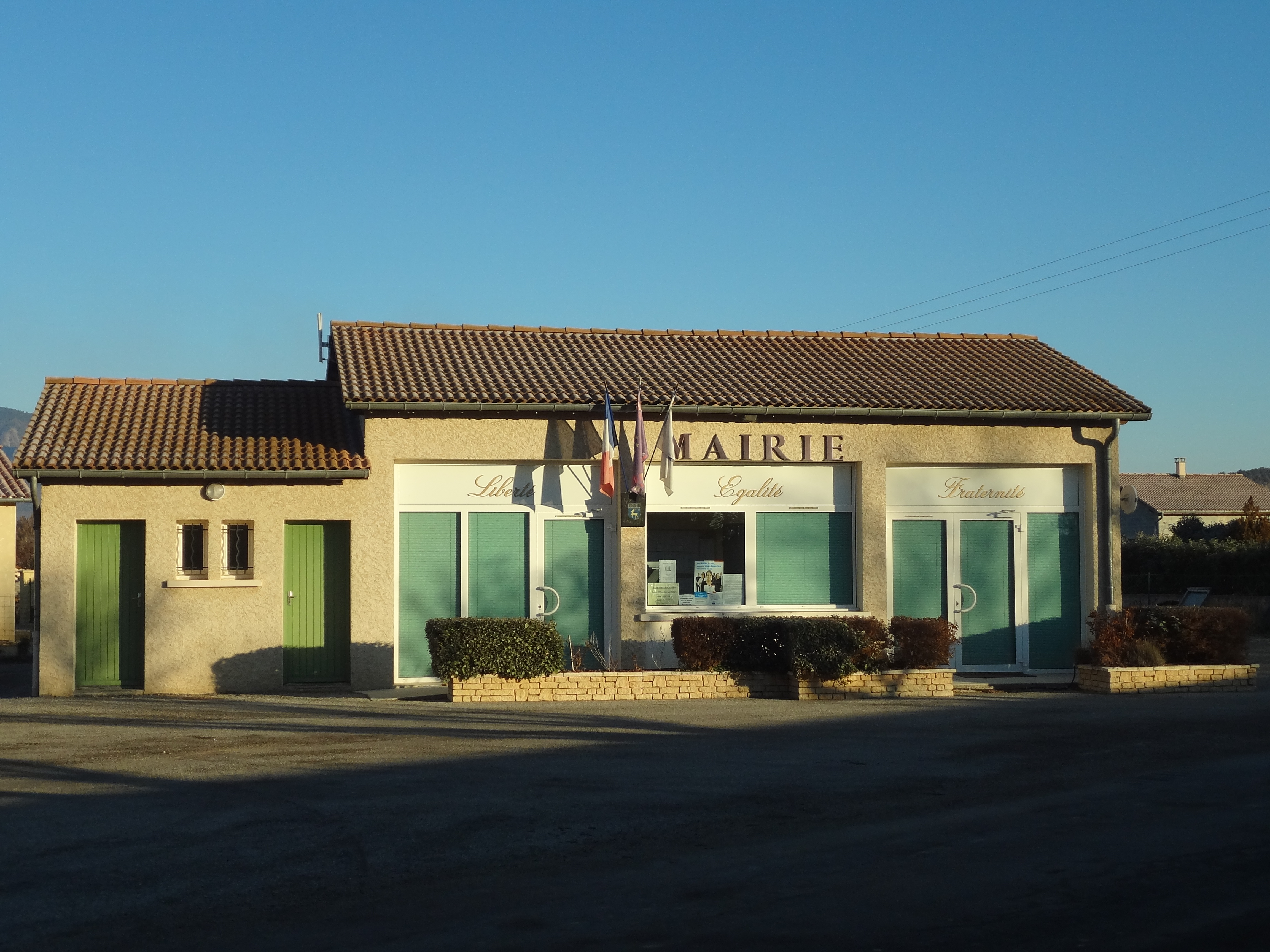
Mairie de Thèze.

L'élection du maire est la grande innovation de la Révolution de 1789. De 1790 à 1795, les maires sont élus au suffrage censitaire pour deux ans. De 1795 à 1800, il n’y a pas de maires, la commune se contente de désigner un agent municipal qui est délégué à la municipalité de canton.
En 1799-1800, le Consulat revient sur l'élection des maires, qui sont désormais nommés par le pouvoir central. Ce système est conservé par les régimes suivants, à l'exception de la Deuxième République (1848-1851). Après avoir conservé le système autoritaire, la Troisième République libéralise par la loi du 5 avril 1884 l'administration des communes : le conseil municipal, élu au suffrage universel, élit le maire en son sein.
| Période                                  | Période                       | Identité           | Étiquette | Qualité                          |
| ---------------------------------------- | ----------------------------- | ------------------ | --------- | -------------------------------- |
| mai 1945                                 |                               | Urbain Lagarde     |           |                                  |
|                                          |                               |                    |           |                                  |
| avant 2005                               | 2014                          | Jean-Paul Pascuito |           |                                  |
| avril 2014                               | En cours (au 21 octobre 2014) | Gérard Dubuisson   | DVD       | Retraité de la fonction publique |
| Les données manquantes sont à compléter. |                               |                    |           |                                  |

### Instances judiciaires
La commune fait partie des juridictions d’instance de Forcalquier, de la prud'hommale de Manosque, et de grande instance de Digne-les-Bains.

### Fiscalité locale
| Taxe                                        | Part communale | Part intercommunale | Part départementale | Part régionale |
| ------------------------------------------- | -------------- | ------------------- | ------------------- | -------------- |
| Taxe d'habitation                           | 8,41 %         | 0,00 %              | 5,53 %              | 0,00 %         |
| Taxe foncière sur les propriétés bâties     | 28,64 %        | 0,00 %              | 14,49 %             | 2,36 %         |
| Taxe foncière sur les propriétés non bâties | 31,59 %        | 0,00 %              | 47,16 %             | 8,85 %         |
| Taxe professionnelle                        | 14,85 %        | 0,00 %              | 10,80 %             | 3,84 %         |

La part régionale de la taxe d'habitation n'est pas applicable.
La taxe professionnelle est remplacée en 2010 par la cotisation foncière des entreprises (CFE) portant sur la valeur locative des biens immobiliers et par la contribution sur la valeur ajoutée des entreprises (CVAE) (les deux formant la contribution économique territoriale (CET) qui est un impôt local instauré par la loi de finances pour 2010).

## Population et société

### Démographie
L'évolution du nombre d'habitants est connue à travers les recensements de la population effectués dans la commune depuis 1765. Pour les communes de moins de 10 000 habitants, une enquête de recensement portant sur toute la population est réalisée tous les cinq ans, les populations de référence des années intermédiaires étant quant à elles estimées par interpolation ou extrapolation. Pour la commune, le premier recensement exhaustif entrant dans le cadre du nouveau dispositif a été réalisé en 2007.

En 2022, la commune comptait 256 habitants, en évolution de +9,87 % par rapport à 2016 (Alpes-de-Haute-Provence : +2,84 %, France hors Mayotte : +2,11 %).
| 1765 | 1793 | 1800 | 1806 | 1821 | 1831 | 1836 | 1841 | 1846 |
| ---- | ---- | ---- | ---- | ---- | ---- | ---- | ---- | ---- |
| 366  | 397  | 393  | 360  | 326  | 404  | 396  | 406  | 356  |

| 1851 | 1856 | 1861 | 1866 | 1872 | 1876 | 1881 | 1886 | 1891 |
| ---- | ---- | ---- | ---- | ---- | ---- | ---- | ---- | ---- |
| 317  | 297  | 331  | 340  | 323  | 277  | 274  | 278  | 260  |

| 1896 | 1901 | 1906 | 1911 | 1921 | 1926 | 1931 | 1936 | 1946 |
| ---- | ---- | ---- | ---- | ---- | ---- | ---- | ---- | ---- |
| 276  | 282  | 247  | 242  | 210  | 193  | 175  | 173  | 164  |

| 1954 | 1962 | 1968 | 1975 | 1982 | 1990 | 1999 | 2006 | 2007 |
| ---- | ---- | ---- | ---- | ---- | ---- | ---- | ---- | ---- |
| 139  | 145  | 128  | 105  | 119  | 130  | 144  | 195  | 202  |

| 2012 | 2017 | 2022 | - | - | - | - | - | - |
| ---- | ---- | ---- | - | - | - | - | - | - |
| 222  | 236  | 256  | - | - | - | - | - | - |

| 1315    | 1471    |
| ------- | ------- |
| 60 feux | 32 feux |

### Enseignement

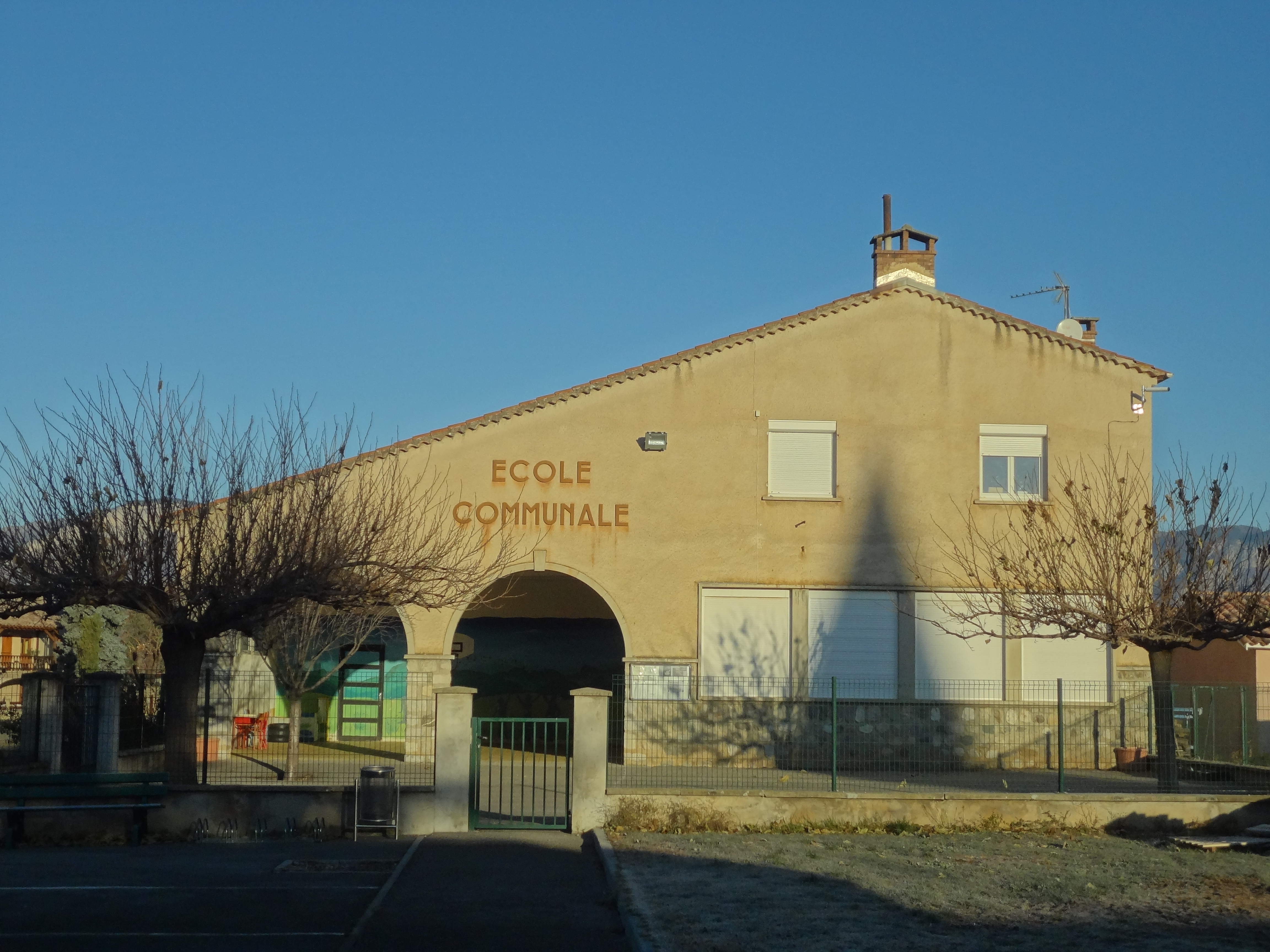
École de Thèze.

La commune est dotée d’une école primaire publique,. Ensuite les élèves sont affectés au collège Marcel-Massot. Puis ils poursuivent au lycée de la cité scolaire Paul-Arène à Sisteron,.

### Santé
Aucun professionnel de santé n'est installé à Thèze. Les médecins les plus proches se trouvent à Sisteron et La Motte-du-Caire, où on trouve également des pharmacies. Le Centre Hospitalier le plus proche est celui de Sisteron (17 km).

### Cultes
Jusqu’en 1729, la paroisse dépendait de l’archiprêtré de Provence, autrefois appelé Oultre-Durance, dans le diocèse de Gap. À la suite de l'établissement des conférences ecclésiastiques en 1686, l'archiprêtré de Provence était divisé en trois nouveaux archiprêtrés en 1729, puis six en 1749. L’archiprêtré est de Thèze est créé à ce moment-là et dure jusqu’à la Révolution.

## Économie

### Agriculture
Les agriculteurs de la commune de Thèze n’ont droit à aucun label appellation d'origine contrôlée (AOC) mais peuvent utiliser neuf labels indication géographique protégée (IGP) (pommes des Alpes de Haute-Durance, miel de Provence, agneau de Sisteron, alpes-de-haute-provence (IGP) blanc, rouge et rosé et VDP de Méditerranée blanc, rouge et rosé).

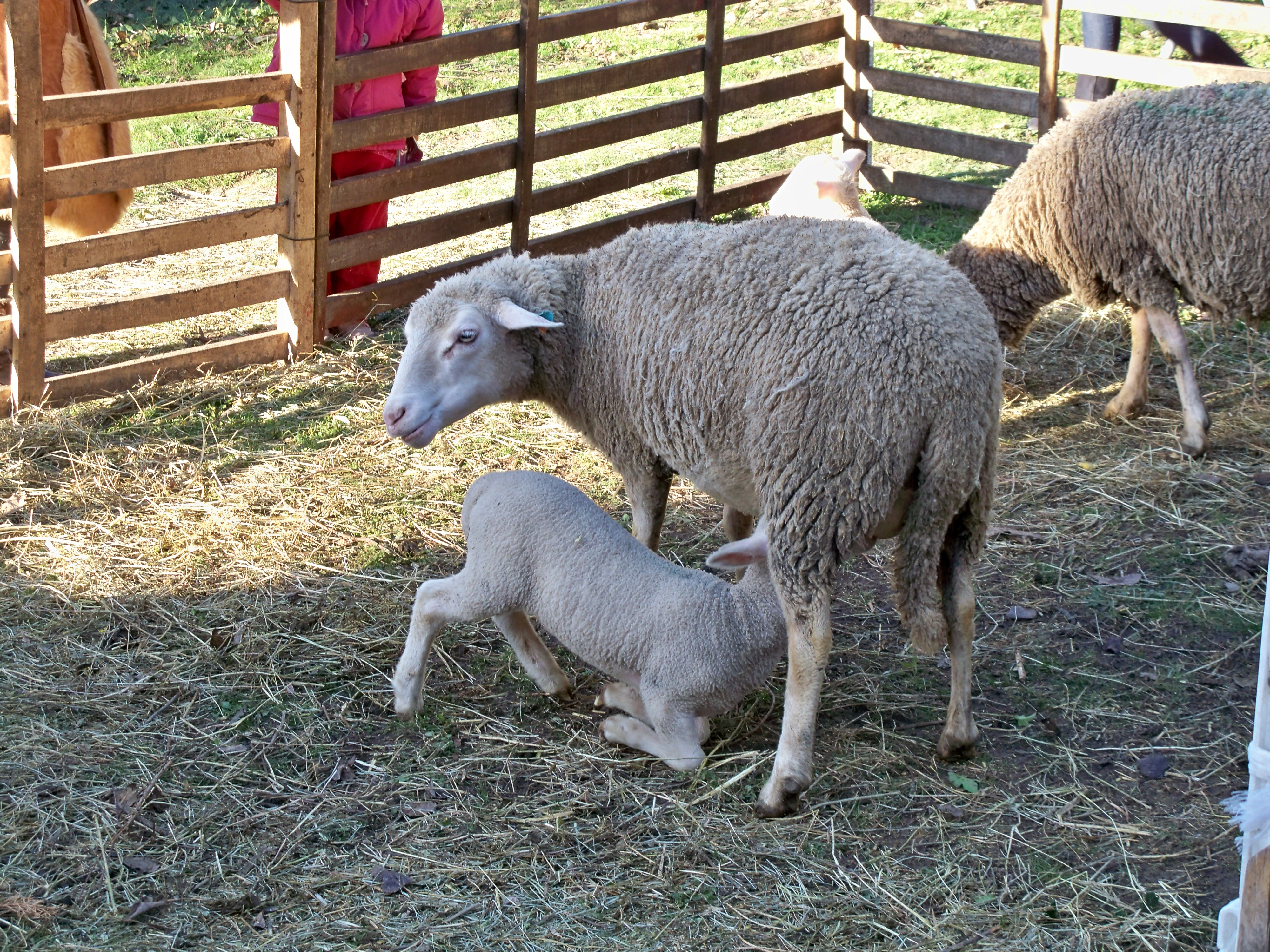
Agneau de Sisteron élevé sous sa mère.
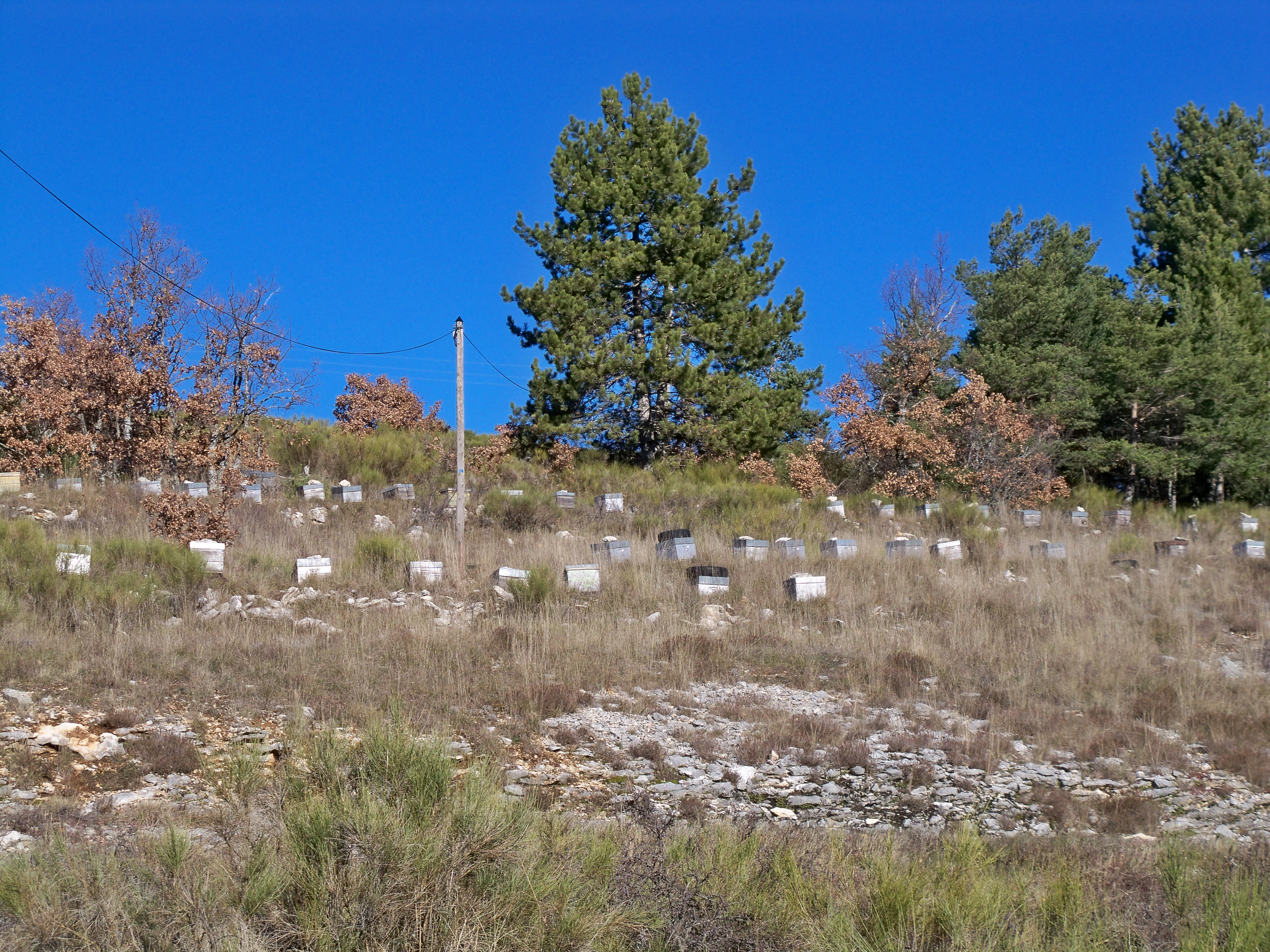
Ruches à la combe du Pommier.
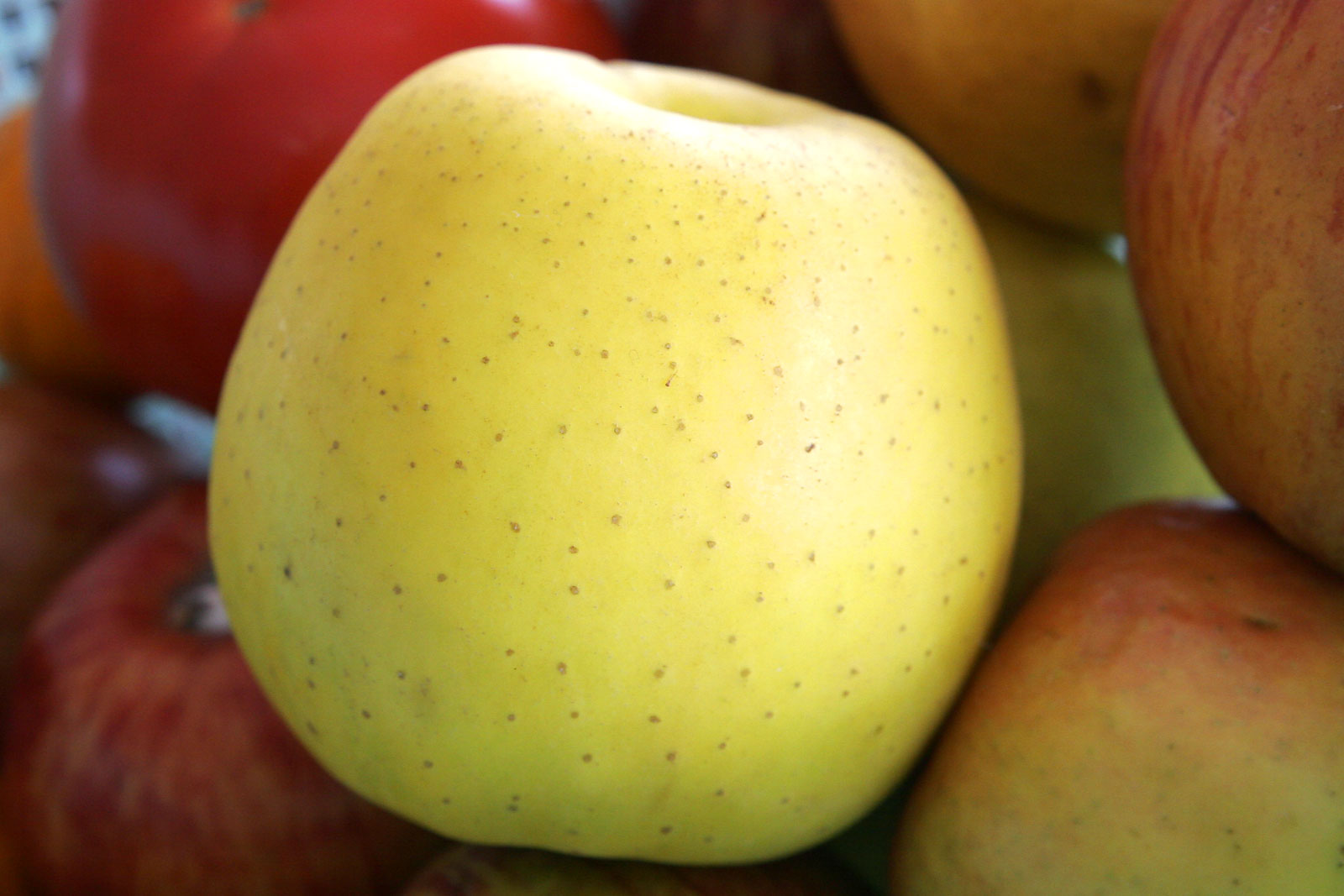
Golden et gala.

## Lieux et monuments

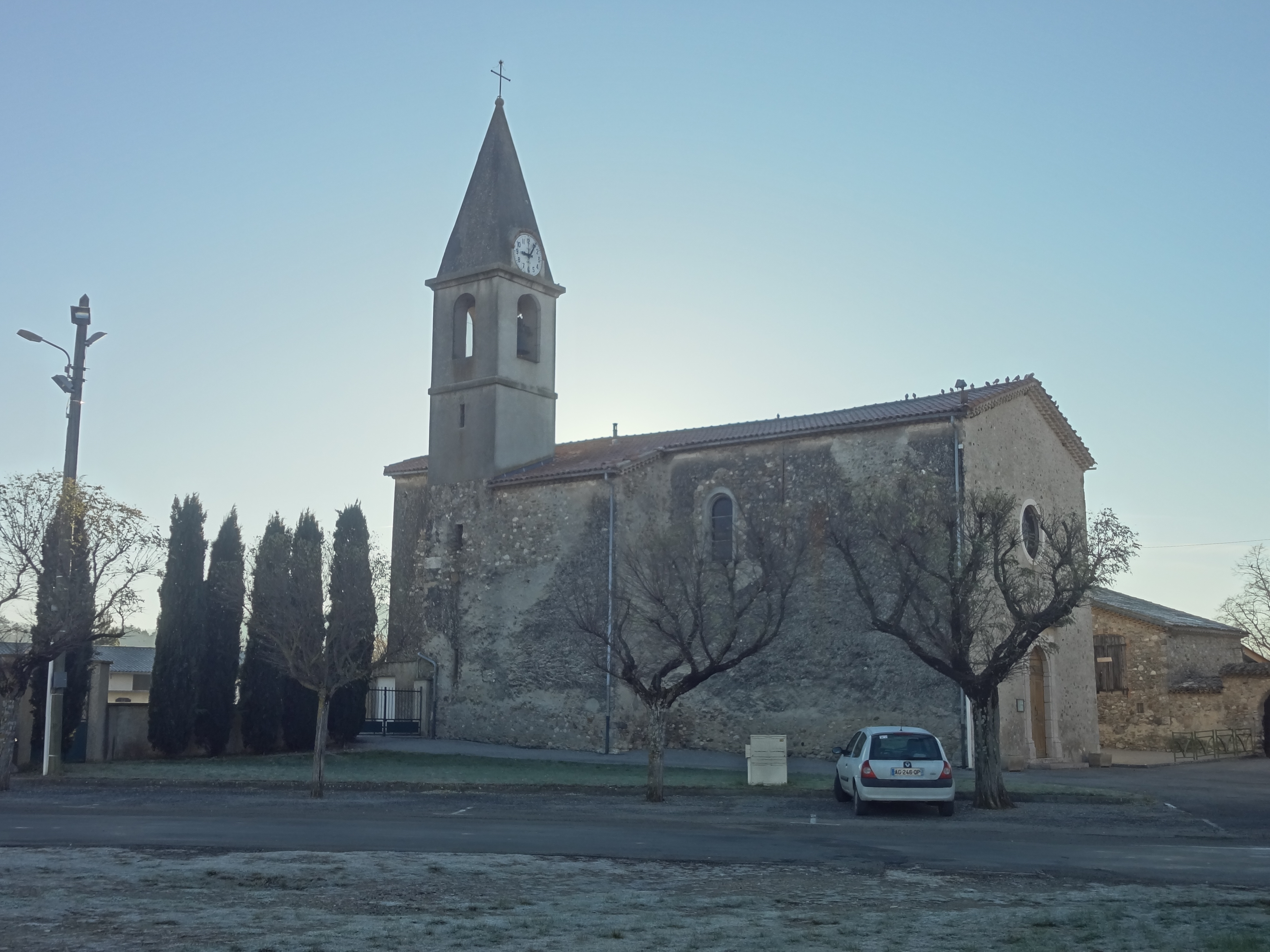
Église Saint-Blaise.

Au centre du village, une vaste bâtisse à deux étages précédée d’une esplanade, nommée le château, possède quelques fenêtres en plein cintre, et un pigeonnier logé dans une tourelle ronde (XVIIIe siècle). Le château est daté des années 1600 par Nicole Michel d’Annoville.
L’église paroissiale Saint-Blaise, est reconstruite au XVIIe siècle, puis au XIXe siècle : la date de 1846 sur la façade rappelle l’instruction épiscopale de reconstruction complète. Elle occupe l’emplacement de l’ancienne église du prieuré Notre-Dame.

## Héraldique
| Blason de Thèze | Blason  | D'azur à un cerf passant d'or senestré de deux lettres T et H d'argent, au chef d'argent chargé de trois roses de gueules pointées de sinople. |
| Blason de Thèze | Détails | Le statut officiel du blason reste à déterminer.                                                                                               |